# Gavia-hágó
A Gavia-hágó (németül: Gaviapass, Gaviapaß, olaszul: Passo di Gavia) az itáliai Alpok egyik magashegyi átjárója. Lombardiában található, az Ortler déli oldalánál - és a hágótól északra fekvő – Bormiót köti össze a déli Val di Sole-beli Ponte di Legno településsel. A hágóút 43 km hosszú. Az út északi rámpáján 10 kanyarral érkezik fel a 2618 m tengerszint feletti magasságban levő hágócsúcsra. Ezen áthaladva a déli rámpán 15 kanyar található. A leküzdendő magasságkülönbség mintegy 1400 méter.

## A hágó természeti környezete
A hágó a Monte Gavia (3223 m) és a Corno dei Tre Signori (3360 m) hegycsúcsok közt fekszik és kiváló panorámát nyújt az Adamello-csoport gleccsereire. A Gavia-hágóút megfelelő feltételekkel rendelkezik ahhoz is, hogy a Giro d’Italia (országos kerékpártúra-verseny) hegyvidéki szakaszát képezhesse, amelynek teljesítéséért a versenyzők a legmagasabb teljesítménypontot, az ún. „Cima Coppi”-t érdemelhetik ki.

## A hágóút története
A Gavia nagyon hosszú időn át jelentéktelen hágónak számított, mindannak ellenére, hogy ezt az utat már a kőkori emberek is használták. A hágótól északra található Malga dell’Alpe (2300 m) településen feltárt ősrégi régészeti leletek (településnyomok) is ezt jelzik.
Aztán a középkori viszonyok kibontakozásával a Gavia hosszú időn át kiemelkedő jelentőségre tett szert. Ugyanis a késő középkorban a Velencei Köztársaság egy olyan málhás útvonalat alakított ki a Gavián át, amelyik a Serenissimával szemben konkurenciát jelentő szomszédokat – nevezetesen a Habsburg Tirolt, és Lombardiát – is kikerülte. A 16. században a Gavia-hágó forgalma erősen megnövekedett, olyannyira, hogy a velenceiek legfontosabb hegyi átkelőjévé vált. Nemhiába nevezték el a málhás utat a „Strada Imperiale” jelzővel. Éppen ezért az utat többször felújították, illetve alakították. A Stilfser Joch tervezésekor felmerült mint alternatív hágóútvonal, de a hágótól északra elterülő gleccserterületeken történő nyomvonalvezetési nehézségek miatt az elképzelést végül feladták.
Mindennek ellenére azonban a Gavia-hágó zavartalan működéséhez szükséges legfontosabb feltételt sem tudták biztosítani. Ugyanis a téli időszakban a hágó teljességgel használhatatlan volt, így sajnálatos módon a hágót csak a nyár néhány hónapjában használhatták.
A Velence hatalmának gyengülését követő időkben a Gavia-hágó még hosszú ideig használatos volt, s megtartotta jelentőségét. Egy valódi – bár szűk – közutat eredményező fejlesztés először csak az első világháború idején történt, ekkor a Val di Sole völgyi frontok hasznos utánpótlás-útvonalaként működött.

## A hágóról
A hágóút északi rámpájának közúti jellemzői viszonylag jók, két forgalmi sávval rendelkezik. Az 1990-es évek végén aszfaltozták először a déli rámpaszakaszt amelynek egyes kanyarulatai azonban rendkívül szűkek, az út egyes helyeken alig 1,5–3,0 méter pályaszélességgel rendelkezik, ami miatt erős járműforgalmú napokon nehéz közlekedési körülmények alakulnak ki, hiszen egyes helyeken egymás mellett két járműnek lehetetlenség elhaladni. Ezért a szembejövő forgalom számára néhány kitérő-, leálló-helyet kellett létesíteni.
Az utolsó útvonal-korszerűsítések során a legnehezebb és legszűkebb szakaszát - déli útszakaszon - még egy 800 méteres alagútépítménnyel váltották ki. Ezért a hágópont megközelíthetősége az alagút két végpontjáról induló/érkező - eredeti, de mellékúttá vált - útról történik.

## A hágó és hágóút napjainkban
A Gavia-út távolságot rövidítő átvezető szerepet játszik napjainkban (elsősorban az idegenforgalom, turisztika, illetve a kerékpársport tekintetében), mert a Val di Sole tengelyében futó 42. sz. főközlekedési utat Ponte di Legno községtől kezdve összeköti a nagy jelentőségű, igen forgalmas 38. számú, főúttal (amely a 2757 méteren levő Stilfser Joch-hágón át északi irányba vezet Ausztria, illetve Merano (Meran) felé).

## Adatforrások és irodalom
- Maurizio Mazzola: Dolomiten – 2000/2005. Orempuller Edit.Trento -
- Fajth T. – Dombi J.: Itália – Bp. 1978. Panoráma K. – ISBN 963-243-119-7
- Stefano Ardito: ALPOK túrázóknak (1995) 2005. II. átd. k. - Gabo Kiadó - ISBN 963 7318 16 X

### Térképek
- Editori Tabacco: Dolomiti Tirolo 2005 M = 500 000 – ISBN 978 8883 150 531
- ADAC Auto Atlas Europa 2004/2005. - ISBN 3-8264-1374-1
- Freitag-Berndt: Wander- Rad- und Freizeitkarte WK 022 – ISBN 978-3-85084-703-2
- Freitag-Berndt: Freizeitführer WK 022 - ISBN 978-3-85084-703-2
- Freitag-Berndt: Tirol / Vorarlberg 2005. - M: 1:200 000
- Freitag-Berndt: Osttirol / Kärnten 2005. - M: 1:200 000
- Freitag-Berndt: Svájc 2005. M = 1: 450 000

## Ideiglenes képgaléria
- Egyebek: , , , ,
- Giro d’Italia:, , , [halott link],